# Grand Prix des Nations (amateurs)
Pour les articles homonymes, voir Grand Prix des Nations.
Le Grand Prix des Nations amateur est une compétition cycliste courue contre-la-montre créée en 1965. Disputé jusqu'en 1994 par les coureurs appartenant à la catégorie "amateurs", il est transformé ensuite en Grand Prix des Nations espoirs. Il n'est plus organisé depuis 2004.

## Caractéristiques du Grand Prix des Nations amateurs
L'épreuve, d'un kilométrage plus court que le Grand Prix des Nations des coureurs professionnels, est organisée sur le même parcours et en ouverture de son "grand frère".  Réservée au coureurs "amateurs", sa place dans le calendrier cycliste se situe en fin de saison. Or depuis 1952 existe le Grand Prix de France, course contre-la-montre elle aussi réservée aux coureurs amateurs, et elle aussi disputée en septembre-octobre. L'existence de deux courses ayant la même vocation à mettre en évidence un coureur amateur tient peut-être en la rivalité des organisateurs. Le GP de France est organisé par un journaliste épris d'indépendance, Jean Leulliot. Mais alors que le Grand Prix de France connaît une existence ininterrompue jusqu'à sa dernière édition annuelle, le Grand Prix des Nations amateurs, adossé au principal organisateur de courses professionnelles en France, a une existence plus chaotique. Non organisé à l'automne 1968, il est intégré de 1975 à 1977 au GP des Nations des "professionnels" tout en donnant lieu à un classement particulier. Cette formule hybride est reprise de 1985 à 1987, sous la forme "open". Il est relancé dans sa formule initiale en 1989, puis disparaît après une dernière édition en 1994.
Le Grand prix s'adapte aux réformes de l'Union cycliste internationale et mue en Grand Prix des Nations des "espoirs", avec un sérieux raccourcissement du kilométrage, puisque de 70 kilomètres environ à l'origine, il  passe à 35 kilomètres (environ) à partir de 1995. Il suit en cela l'évolution de la course des professionnels puis de l'"élite".
 Au cours de son histoire dans sa version "amateurs" puis "espoirs" le Grand Prix des Nations a un palmarès qui met en évidence de nombreux futurs champions. L'épreuve est cotée au Palmes d'or Merlin-plage à l'égal du GP de France. Une victoire aux Nations amateurs ouvre crédit de 60 points au Trophée. Le fait de terminer la saison cycliste par des épreuves contre-la-montre s'enracine durablement dans l'ordonnancement de la saison cycliste. Le Chrono des Herbiers reprend une partie du nom du Grand Prix et se nomme Chrono des Nations.  

### Les vainqueurs et le podium: spécialistes ou généralistes?
La lecture du palmarès des "Nations amateurs", comme celle du GP de France, semble faire ressortir la spécificité des vainqueurs des grandes classiques contre-la-montre. Le champion en nombre de victoires et un routier suisse Gilbert Bischoff, adepte de l'exercice. Mais le Néerlandais Fedor den Hertog, deux fois victorieux, est un homme tout terrain : vainqueur du Tour de l'Avenir, il a un palmarès à faire pâlir maints professionnels. Et puis il y a l'étoile qui dote la course "amateurs" des Nations d'un éclat particulier. La victoire de Luis Ocaña dans l'épreuve automnale lui ouvre les portes d'une carrière restée dans les mémoires. Adepte du contre-la-montre, ce n'est pas le seul terrain où il construit son palmarès.
Parmi les vainqueurs, on peut noter quelques noms appelés à la célébrité dans le cyclisme, tels Phil Anderson, Julián Gorospe, Uwe Peschel. Les marches du podium sont gravies par des anonymes et des illustres. Au rang de ceux-ci pointe-t-on : Bernard Thévenet, Joop Zoetemelk, Roy Schuiten, Stephen Roche....

## Palmarès du Grand Prix des Nations amateurs/espoirs
| Année          | Distance      | Vainqueur              | Deuxième               | Troisième           | Note                           |
| 1965           | 73,7 km       | Jean Dumont            | Peter Hill             | Claude Lechatellier |                                |
| 1966           | 72 km         | Jean Sadot             | Peter Hill             | Bernard Thévenet    |                                |
| 1967           | 73,3 km       | Luis Ocaña             | Peter Head             | Jean-Claude Genty   |                                |
| 1968           | Pas disputé   | Pas disputé            | Pas disputé            | Pas disputé         | Pas disputé                    |
| 1969           | 75 km         | Fedor den Hertog       | Joop Zoetemelk         | Leif Mortensen      |                                |
| 1970           | 76 km         | Fedor den Hertog       | Yves Hézard            | Jean-Pierre Boulard |                                |
| 1971           | 76 km         | Gilbert Bischoff       | Ladislas Zakreta       | Henri-Paul Fin      |                                |
| 1972           | 78 km         | Gilbert Bischoff       | David Lloyd            | Roy Schuiten        |                                |
| 1973           |               | Gilbert Bischoff       | Jean-Luc Vandenbroucke | Patrick Perret      |                                |
| 1974           | 90 km         | David Wells            | Jørgen Marcussen       | Michel Laurent      |                                |
| 1975           | 90 km         | Gilbert Bischoff (13e) |                        |                     | Course commune avec les "pros" |
| 1976           | 90 km         | Tord Filipsson (9e)    |                        |                     | Course commune avec les "pros" |
| 1977           | Pas disputé   | Pas disputé            | Pas disputé            | Pas disputé         | Pas disputé                    |
| 1978           | 45 km         | Graham Jones           | Joël Soudais           | Jean-Pierre Cabare  |                                |
| 1979           | 40,5 km       | Phil Anderson          | Jan Bogaert            | Patrick Gagnier     |                                |
| 1980           | 42,4 km       | Julián Gorospe         | Stephen Roche          | Pascal Poisson      |                                |
| 1981           | 45 km         | Martial Gayant         | Claude Moreau          | Sean Yates          |                                |
| 1982           | 45 km         | Allan Peiper           | Laurent Vial           | Alain Renaud        |                                |
| 1983           | 44,5 km       | Philippe Bouvatier     | Dave Akam (en)         | Antonio Bartalani   |                                |
| 1984           | 44,5 km       | Vainqueur déclassé     | Joël Pelier            | Patrice Esnault     |                                |
| 1985           | 89 km         | Stephen Hodge (6e)     |                        |                     | course commune avec les "pros" |
| De 1986 à 1988 | Course "open" | Course "open"          | Course "open"          | Course "open"       | Course "open"                  |
| 1989           | 44,5 km       | Michael Rich           | Richard Vivien         | Jean-Louis Harel    |                                |
| 1990           | 44,5 km       | Dimitri Vassilichenko  | Marko Jeletich         | Yuri Manuylov       |                                |
| 1991           | 57 km         | Uwe Peschel            | Rémy Quinton           | Bjørn Stenersen     |                                |
| 1992           | 57 km         | Francisque Teyssier    | Jan Karlsson           | Uwe Peschel         |                                |
| 1993           | 57 km         | Martial Locatelli      | Marek Leśniewski       | Jean-Michel Lance   |                                |
| 1994           | 47 km         | Jacques Landry         | Christophe Moreau      | Bert Roesems        |                                |
| 1994 "Espoirs" | 37 km         | Anthony Morin          | Sébastien Noël         | Bruno Boxus         |                                |
| 1995           | Pas disputé   | Pas disputé            | Pas disputé            | Pas disputé         | Pas disputé                    |
| 1996           | 35 km         | Anthony Langella       | Bradley McGee          | Nathan O'Neill      |                                |
| 1997           | 36 km         | Guillaume Auger        | László Bodrogi         | Stéphane Delimauges |                                |
| 1998           | 36 km         | Oleg Joukov            | Thor Hushovd           | Frédéric Finot      |                                |
| 1999           | 35,5 km       | Sandro Güttinger       | Christian Poos         | Marcel Duijn        |                                |
| 2000           | 37,5 km       | David Zabriskie        | Fabian Cancellara      | Huber               |                                |
| 2001           | 37,5 km       | Mart Louwers           | Yuriy Krivtsov         | Sébastien Rosseler  |                                |
| 2002           | 33,5 km       | Tomas Vaitkus          | Sébastien Rosseler     | Kevin De Weert      |                                |
| 2003           |               | Thomas Dekker          | Joost Posthuma         | Rory Sutherland     |                                |
| 2004           |               | Dominique Cornu        | Piotr Mazur            | Łukasz Bodnar       |                                |

## Sources
- Livre d'or annuels des magazines et revues cyclistes : Miroir du cyclisme, L'Équipe cyclisme magazine, Sprint international, Le Cycle.
- Éditions annuelles de L'année du cyclisme, publiées par Pierre Chany et ses successeurs à partir de l'année 1974.
- L'annuaire cycliste Velo, paraissant annuellement sous la signature de René Jacobs et de nombreux autres collaborateurs, édité  en Belgique par Lotto et le journal Het Nieuwsblad.
- Guide international du cyclisme, Benoît Gauthier, éditions Onlybike. Annuaires 2003, 2004 et 2005.